# Verbascum karadagense
Verbascum karadagense är en flenörtsväxtart som beskrevs av Hub.-mor.. Verbascum karadagense ingår i släktet kungsljus, och familjen flenörtsväxter. Inga underarter finns listade i Catalogue of Life.